# Evenwichtig priemgetal
Een evenwichtig priemgetal is een priemgetal met gelijke priemgetalhiaten onder en boven zich. Met andere woorden: het is het rekenkundig gemiddelde van het naastlagere en het naasthogere priemgetal. Uitgedrukt in algebraïsche termen: een priemgetal {\displaystyle p_{n}}, waarin {\displaystyle n} zijn volgnummer is in de lijst van priemgetallen, heet evenwichtig indien
{\displaystyle p_{n}={{p_{n-1}+p_{n+1}} \over 2}}
Bijvoorbeeld: 53 is het 16e priemgetal; het 15e (47) en het 17e priemgetal (59) zijn samen 106, en de helft daarvan is terug 53; daarom heet 53 een evenwichtig priemgetal.

## Voorbeelden
De eerste evenwichtige priemgetallen zijn:
5, 53, 157, 173, 211, 257, 263, 373, 563, 593, 607, 653, 733, 947, 977, 1103, …

## Oneindigheid
Er is een vermoeden, maar dit is nog niet bewezen, dat er oneindig veel evenwichtige priemgetallen bestaan.
Drie zulke opeenvolgende priemgetallen met gelijke afstand worden soms aangeduid als "CPAP-3". Een evenwichtig priemgetal is per definitie het middelste getal in een CPAP-3. Per 2014 heeft het grootste bekende CPAP-3 getal 10546 cijfers – het is gevonden door David Broadhurst. Het is:
{\displaystyle p_{n}=1213266377\times 2^{35000}+2429,\quad p_{n-1}=p_{n}-2430,\quad p_{n+1}=p_{n}+2430}
De waarde van de index n (volgnummer van het priemgetal) is onbekend.

## Veralgemenisering
De evenwichtige priemgetallen kunnen worden gegeneraliseerd tot de "evenwichtige priemgetallen van de ne orde". Een evenwichtig priemgetal van de ne orde is een priemgetal {\displaystyle p_{k}} dat gelijk is aan het rekenkundig gemiddelde van de n naastlagere plus de n naasthogere priemgetallen:
{\displaystyle p_{k}={\sum _{i=1}^{n}({p_{k-i}+p_{k+i})} \over 2n}}
Derhalve is een "gewoon" evenwichtig priemgetal een gegeneraliseerd evenwichtig priemgetal van de 1e orde. Het kleinste evenwichtig priemgetal van de 2e orde is 79 (het 22e priemgetal); 79 is het gemiddelde van {\displaystyle p_{20}} (71), {\displaystyle p_{21}} (73), {\displaystyle p_{23}} (83) en {\displaystyle p_{24}} (89): {\displaystyle (71+73+83+89)/4=316/4=79}. Er zijn ook reeksen gedocumenteerd van evenwichtige priemgetallen van de 3e orde en die van de 4e orde.